# إسبانيا في الألعاب الأولمبية الصيفية 1952
شارك إسبانيا في دورة الألعاب الأولمبية الصيفية 1952، التي أقيمت في هلسنكي بفنلندا، في الفترة الممتدة من 19 يوليو حتى 3 أغسطس، بوفد قوامه 27 رياضي جميعهم رجال في 7 رياضات.
حصد إسبانيا على ميدالية فضية واحدة في هذه الدورة محتلاً المرتبة 34 في الترتيب النهائي بين 69 دولة مشاركة.

## قائمة الميداليات
| الميدالية | الرياضي / الرياضية | المنافسة | المسابقة                    |
| فضية      | أنخيل ليون غوثالو  | رماية    | فئة المسدس من 50 متر - رجال |